# Acanthurus fowleri
Espèce
Statut de conservation UICN

 LC  : Préoccupation mineure
Acanthurus fowleri, communément appelé le Chirurgien de Fowler, est une espèce de poissons tropicaux de la famille des Acanthuridae.

## Répartition
Acanthurus fowleri se rencontre en Asie du Sud, en Asie de l'Est, en Afrique de l'Est et en Australie du Sud-Ouest, et ce généralement depuis la surface jusqu'à une 20 m de profondeur, mais pouvant aller jusqu'à 50 m.

## Description
Acanthurus fowleri peut mesurer jusqu'à 45 cm. Cette espèce est plutôt solitaire et affectionne les eaux claires de récif.

## Étymologie
Son nom spécifique, fowleri, lui a été donné en l'honneur de Henry Weed Fowler (1878-1965), zoologiste américain de l'Académie des sciences naturelles de Philadelphie, qui avait, en 1929, mentionné cette espèce sous le taxon Hepatus pyroferus.